# Ludger Pistor

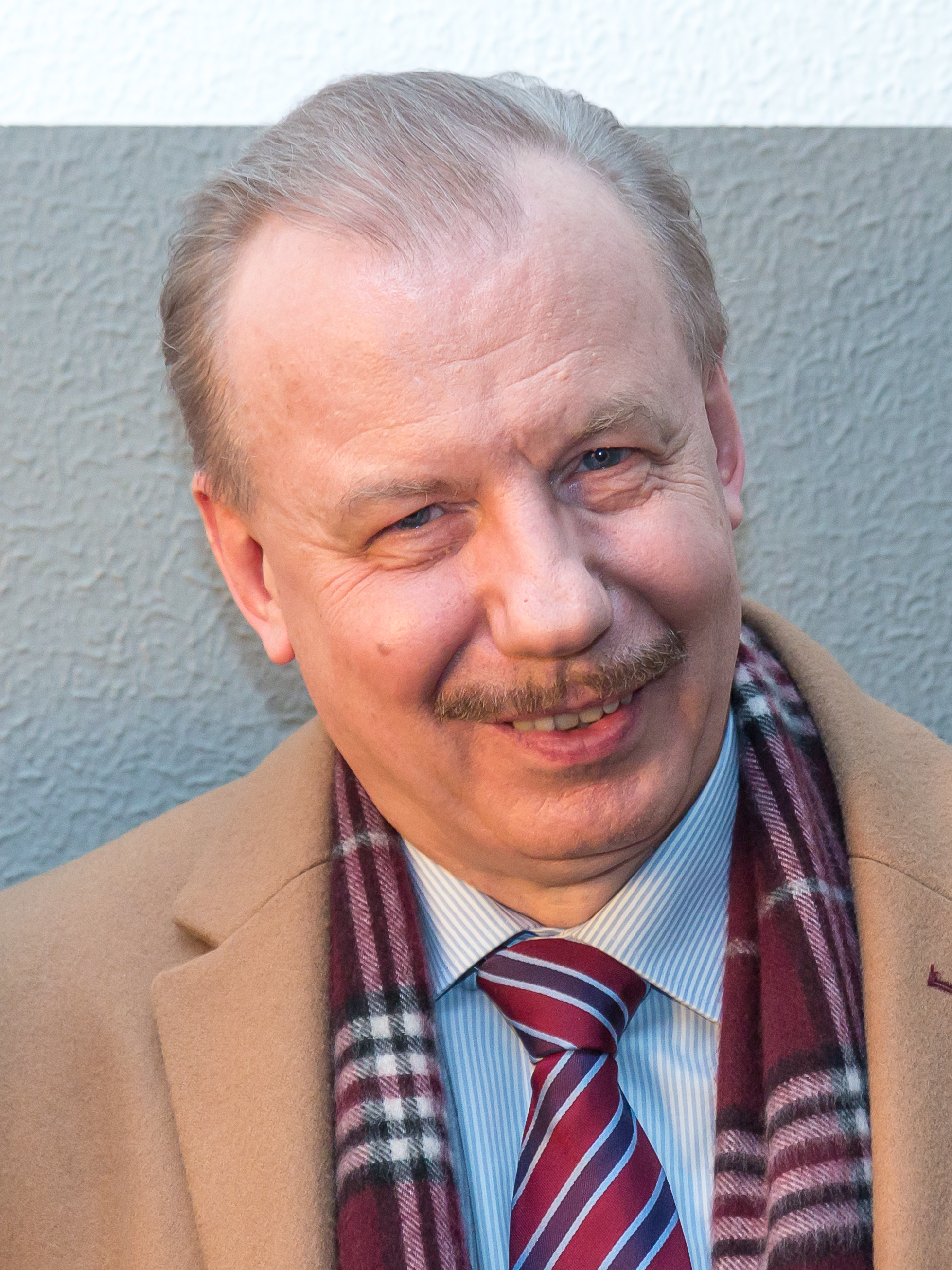
Ludger Pistor bei Dreharbeiten zur Serie Ohne Schnitzel geht es nicht, 2018

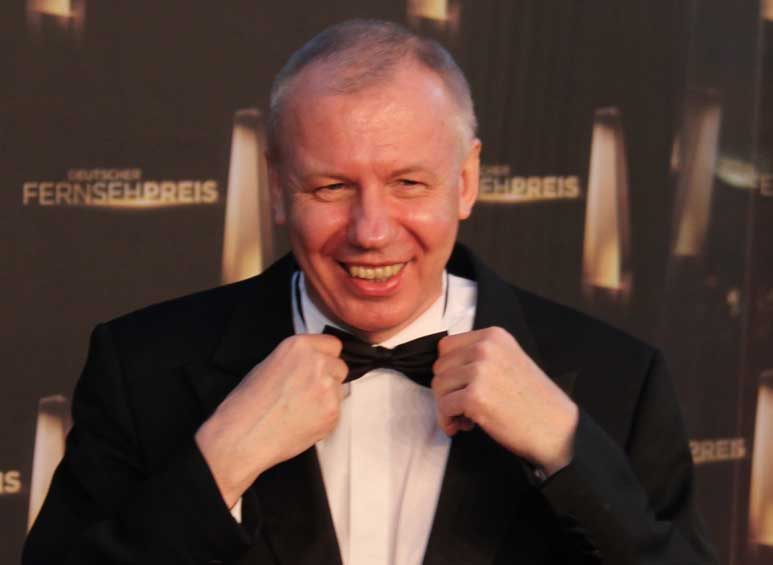
Ludger Pistor beim Deutschen Fernsehpreis 2012

Ludger Pistor (* 16. März 1959 in Recklinghausen oder Herten) ist ein deutscher Schauspieler.

## Leben und Werdegang
Ludger Pistor studierte von 1978 bis 1980 am Max-Reinhardt-Seminar in Wien und danach zwei Jahre am Herbert-Berghof-Studio in New York City. Seine ersten Engagements hatte er am Theater in München. In den 1980er-Jahren folgten dann die ersten Fernsehauftritte, unter anderem als Assistent in Schimanski-Tatorten.
Für seine Rolle des Klaus Krapp in der Fernsehserie Balko erhielt Pistor 1996 den Adolf-Grimme-Preis (zusammen mit Jochen Horst und Dieter Pfaff) und 1999 den Deutschen Fernsehpreis. Ein Running Gag seiner Rolle waren hierbei häufige Dialoge mit seiner Mutter, die nie zu sehen war. Dieser Running Gag wurde in verschiedenen seiner späteren Filmrollen aufgegriffen, so etwa in Goldene Zeiten.
Im 21. James-Bond-Film Casino Royale (2006) ist Pistor als Schweizer Privatbankier Herr Mendel zu sehen. Weil ihm seine Rolle in dem Fernsehfilm Ein Schnitzel für drei wichtiger war und sich die Dreharbeiten beider Filme zeitlich überschnitten, lehnte Pistor ein erstes Rollenangebot Quentin Tarantinos für Inglourious Basterds zunächst ab, erhielt jedoch daraufhin die weniger zeitintensive Nebenrolle des Hauptmanns Wolfgang. Im Jahr 2011 spielte Pistor in dem Hollywood-Film X-Men: Erste Entscheidung die Nebenrolle eines Schweinebauern und ehemaligen Nazis.
Ludger Pistor ist Schirmherr des Landesverbandes klassisch-barocke Reiterei Ost e. V.
Pistor lebt in Berlin.

## Filmografie (Auswahl)
- 1986: Der Name der Rose
- 1987: Didi – Der Experte
- 1988: Killing Blue
- 1988–1991: Tatort (Fernsehreihe)
  - 1988: Moltke
  - 1989: Der Pott
  - 1989: Alles Theater
  - 1991: Der Fall Schimanski
- 1990: Ein Heim für Tiere (Fernsehserie, Folge 6x10 Der Rabe und das Äffchen)
- 1990: Werner – Beinhart!
- 1991: Pappa ante portas
- 1991: Die Blattlaus (Fernsehfilm)
- 1992: Gute Zeiten, schlechte Zeiten (Fernsehserie, Folge 44 Voller Wut)
- 1992: Deutschfieber
- 1992: Wolffs Revier (Fernsehserie, Folge 1x10 Mord ist strafbar)
- 1993: Schindlers Liste (Schindler’s List)
- 1993: Texas – Doc Snyder hält die Welt in Atem
- 1993: Auf eigene Gefahr (Fernsehserie, 4 Folgen)
- 1994: Die Wache (Fernsehserie, Folge 1x01 Zwei harte Tage)
- 1995–2006: Balko (Fernsehserie, 124 Folgen)
- 1996: Polizeiruf 110: Gefährliche Küsse (Fernsehreihe)
- 1996: Willi und die Windzors (Fernsehfilm)
- 1997: Das Leben ist eine Baustelle
- 1998: Helden in Tirol
- 1998: Lola rennt
- 1998: Im Namen des Gesetzes (Fernsehserie, Folge 3x04 Doppelpack)
- 2000: Der Krieger und die Kaiserin
- 2003: Crazy Race (Fernsehfilm)
- 2005: Erkan & Stefan in Der Tod kommt krass
- 2005–2006: Arme Millionäre (Fernsehserie, 12 Folgen)
- 2006: Goldene Zeiten
- 2006: James Bond 007: Casino Royale (Casino Royale)
- 2007: Kein Geld der Welt (Fernsehfilm)
- 2007: Teufelsbraten (Fernsehfilm)
- 2008: Sechs auf einen Streich – Tischlein deck dich (Filmreihe)
- 2008: Schokolade für den Chef (Fernsehfilm)
- 2009: Mord ist mein Geschäft, Liebling
- 2009: Inglourious Basterds
- 2009: Siebenstein (Fernsehserie, Folge 241 Rudi Räuberschreck)
- 2009–2013: Der Landarzt (Fernsehserie, 13 Folgen)
- 2009–2022: Schnitzel (Fernsehreihe)
  - 2009: Ein Schnitzel für drei
  - 2013: Ein Schnitzel für alle
  - 2017: Schnitzel geht immer
  - 2019: Ohne Schnitzel geht es nicht
  - 2019: Schnitzel de Luxe
  - 2022: Das Weihnachtsschnitzel
- 2009: Der Informant! (The Informant!)
- 2010: Lüg weiter, Liebling (Fernsehfilm)
- 2010: Pfarrer Braun – Grimms Mördchen (Fernsehreihe)
- 2010: Die Frau des Schläfers (Fernsehfilm)
- 2011: Alarm für Cobra 11 – Die Autobahnpolizei (Fernsehserie, Folge 16x4 Wettlauf gegen die Zeit)
- 2011: X-Men: Erste Entscheidung (X-Men: First Class)
- 2011, 2017: SOKO Stuttgart (Fernsehserie, 2 Folgen, verschiedene Rollen)
- 2012: Mich gibt’s nur zweimal (Fernsehfilm)
- 2012: Footsoldiers of Berlin – Ihr Wort ist Gesetz (St George’s Day)
- 2013: In aller Freundschaft (Fernsehserie, Folge 621 Zwangslagen)
- 2013: Inside Wikileaks – Die fünfte Gewalt (The Fifth Estate)
- 2014: Frauen verstehen (Fernsehfilm)
- 2014: Wir tun es für Geld (Fernsehfilm)
- 2014: Warum ich meinen Boss entführte (Fernsehfilm)
- 2014: Danni Lowinski (Fernsehserie, Folge 5x05 Im Namen des Herren)
- 2015: Die Frau in Gold
- 2015: SOKO Köln (Fernsehserie, Folge 11x17 Verfluchte Millionen)
- 2015: Bruder vor Luder
- 2015: Aus der Kurve (Fernsehfilm)
- 2016: Einfach Rosa – Die zweite Chance (Fernsehreihe)
- 2016: Junges Licht
- 2016: Krieg und Frieden (War & Peace, Fernsehserie, Folge 1)
- 2016: Seitenwechsel
- 2017: Mein Blind Date mit dem Leben
- 2017: Kommissar Dupin – Bretonische Flut (Fernsehreihe)
- 2017: Ein starkes Team: Treibjagd (Fernsehreihe)
- 2017: Simpel
- 2019: Scheidung für Anfänger (Fernsehfilm)
- 2019: Eine Hochzeit platzt selten allein (Fernsehfilm)
- 2019: Heldt (Fernsehserie, Folge 7x03 Die Sagenjäger)
- 2020: Die Rosenheim-Cops (Fernsehserie, Folge 20x12 Teatime für einen Mörder)
- seit 2021: Almania (Fernsehserie)
- seit 2022: Balko Teneriffa (Fernsehreihe)
  - 2022: Doppelt hält besser
  - 2023: Mord im Paradies
- 2025: Bettys Diagnose (Fernsehserie, Folge 11x19 Teamplayer)